# Liste de films français sortis en 1997
Listes de films français
- 1993
- 1994
- 1995
- 1996
- 1997
- 1998
- 1999
- 2000
- 2001

Liste non exhaustive de films français sortis en 1997

## 1997
| Titre                                   | Réalisateur          | Distribution                                                                                              | Genre                        |
| --------------------------------------- | -------------------- | --- | ---------------------------- |
| Alliance cherche doigt                  | Jean-Pierre Mocky    | Guillaume Depardieu, François Morel                                                                       | Comédie                      |
| Arlette                                 | Claude Zidi          | Josiane Balasko, Christophe Lambert                                                                       | Comédie                      |
| Le Cinquième Élément                    | Luc Besson           | Bruce Willis, Milla Jovovich, Ian Holm, Gary Oldman                                                       | Science-fiction              |
| Les Couloirs du temps : Les Visiteurs 2 | Jean-Marie Poiré     | Christian Clavier, Jean Reno, Muriel Robin, Marie-Anne Chazel                                             | Comédie                      |
| Les Démons de Jésus                     | Bernie Bonvoisin     | Thierry Frémont, Nadia Farès, Patrick Bouchitey                                                           | Comédie dramatique           |
| La Divine Poursuite                     | Michel Deville       | Antoine de Caunes, Emmanuelle Seigner, Élodie Bouchez, Denis Podalydès                                    |                              |
| Dobermann                               | Jan Kounen           | Vincent Cassel, Tchéky Karyo, Monica Bellucci                                                             | Policier, Action             |
| La Femme de chambre du Titanic          | Bigas Luna           | Olivier Martinez, Romane Bohringer, Aitana Sánchez-Gijón, Didier Bezace                                   | Drame                        |
| Lucie Aubrac                            | Claude Berri         | Carole Bouquet, Daniel Auteuil, Patrice Chéreau                                                           | Drame                        |
| Marius et Jeannette                     | Robert Guédiguian    | Ariane Ascaride, Gérard Meylan, Pascale Roberts                                                           | Comédie dramatique           |
| On connaît la chanson                   | Alain Resnais        | André Dussollier, Sabine Azéma, Agnès Jaoui, Jean-Pierre Bacri Lambert Wilson, Pierre Arditi, Jane Birkin | Film musical                 |
| Quatre Garçons pleins d'avenir          | Jean-Paul Lilienfeld | Olivier Brocheriou, Stéphan Guérin-Tillié, Olivier Sitruk, Éric Berger                                    | Comédie                      |
| Rien ne va plus                         | Claude Chabrol       | Michel Serrault, Isabelle Huppert, François Cluzet, Jean-François Balmer                                  | Comédie dramatique, Thriller |
| Sept ans au Tibet                       | Jean-Jacques Annaud  | Brad Pitt, David Thewlis, Danny Denzongpa                                                                 | Aventure                     |
| Le Septième Ciel                        | Benoît Jacquot       | Sandrine Kiberlain, Vincent Lindon, François Berléand                                                     | Comédie dramatique           |
| La Vie de Jésus                         | Bruno Dumont         | David Douche                                                                                              | Drame                        |
| Vive la République !                    | Éric Rochant         | Aure Atika, Antoine Chappey, Gad Elmaleh, Hippolyte Girardot                                              | Comédie                      |
| Western                                 | Manuel Poirier       | Sergi López, Sacha Bourdo, Élisabeth Vitali                                                               | Comédie                      |